# Pat Symonds
Patrick Bruce Reith Symonds (Bedford, 11 de junho de 1953), mais conhecido como Pat Symonds, é um engenheiro britânico de automobilismo que atualmente é consultor executivo de engenharia da equipe de Fórmula 1 da Cadillac.

## Carreira na Fórmula 1
Symonds trabalhou nas categorias de base do automobilismo e depois se juntou à equipe Toleman como engenheiro de corrida no início dos anos 1980. Futuramente a Toleman foi vendida para a Benetton que mais tarde seria adquirida pela Renault. Symonds permaneceu na equipe e ao longo dos anos foi subindo de posto.
Entre os pilotos com quem trabalhou como engenheiro de corrida estão Teo Fabi, Nelson Piquet e Ayrton Senna. Em 1991, ele deixou a equipe Benetton por pouco tempo para trabalhar no projeto de Fórmula 1 da Reynard com seu amigo de longa data Rory Byrne. A equipe não vingou e ambos retornaram à equipe com sede em Witney. Porém o esforço não foi em vão, a Benetton não só viria a adquirir todos os dados de pesquisa da abortiva Reynard como também o terreno em Enstone para a nova fábrica.
No meio dos anos 1990, ele foi engenheiro de Michael Schumacher e assumiu o cargo de chefe do departamento de pesquisa e desenvolvimento. Mesmo após boa parte do departamento técnico como Ross Brawn e Rory Byrne terem seguido Schumacher para a Ferrari no final de 1996, Symonds continuou na Benetton e ocupou o lugar deixado por Brawn como diretor técnico em janeiro de 1997. Quando Mike Gascoyne juntou-se à Benetton em 2001, Symonds foi promovido ao cargo de diretor executivo de engenharia, cargo este que ele permaneceu quando a equipe foi transformada na Renault F1 Team em 2002.
Em 21 de setembro de 2009, foi indiciado pela Federação Internacional de Automobilismo (FIA), ao lado de Flavio Briatore e de Nelsinho Piquet, por contravenção ética esportiva, e foi banido de qualquer esporte a motor no mundo por um período de cinco anos. Depois de cumprir a pena, em 2011, Symonds retornou à Fórmula 1 como consultor da equipe Marussia Virgin Racing, a fim de conduzir uma revisão completa de sua operação, após um início decepcionante em sua segunda temporada no esporte. Ele continuou na Marussia para a temporada seguinte. Em 2013, Symonds foi contratado pela equipe WIlliams como seu novo diretor técnico. No final de 2016, Pat Symonds anunciou sua aposentadoria da maior categoria de automobilismo, depois de mais de 30 anos dedicados a Fórmula 1.
Em março de 2017, foi anunciado que Symonds se juntaria à equipe do canal de televisão da Sky Sports F1.
Também em março de 2017, Symonds se tornou chefe técnico da Fórmula 1. Cargo este que ele permaneceu até 2024, com sua saída sendo divulgada em maio daquele ano.
Em 21 de maio de 2024, a equipe Andretti Cadillac anunciou que havia contratado Symonds como o consultor executivo de engenharia para o seu projeto de Fórmula 1, que deu origem a Cadillac Formula 1 Team, à medida que a equipe aumentava sua aposta para ingressar na Fórmula 1.